# Патриція Сент-Джон
Патрісія Мері Сент-Джон (англ. Patricia Mary St. John; 5 квітня 1919, Саутгемптон – 15 серпня 1993, Ковентрі) — англійська письменниця. Вона працювала більшу частину свого життя протестантською місіонерською медсестрою у Марокко. Хоча спочатку вона працювала зі своїм братом у головній іноземній лікарню, вона пізніше провела чотири роки комплектування сільської клініки в більш віддаленому районі. Під час її перебування вдома матері в Кларендон школі, яка знаходилася під її тіткою, вона написала «Сліди на снігу» і «Добрий пастир».

## Ранні роки
Її батьки, Гаррі і Елла Сент-Джон, були місіонери в Південній Америці протягом двох років. Патрісія народилася, третьою з п'яти дітей, тільки після того як вони повернулися до Англії. Від її спогади про роки життя в альпійській Швейцарії, вона написала свою другу книгу, «Сліди на снігу».

## Робота місії
Після закінчення середньої школи вона стала медсестрою під час Другої світової війни, і після того, як війна закінчилася був будинок матері в школі-інтернаті її тітки на пару років, перш ніж вона приєдналася її брата, Farnham, в Танжері, Марокко, де він був медичний директор з місій лікарню. Вона померла в 1993 році у зв'язку з проблемами з серцем.

## Роботи

### Мистецької література
| Рік  | Назва                     | Оригінальна назва               |
| ---- | ------------------------- | ------------------------------- |
| 1948 | Добрий пастир             | The Tanglewood’s Secret         |
| 1950 | Сліди на снігу            | Treasures of the Snow           |
| 1953 | Зірка Світу               | Star of Light                   |
| 1960 | Замкнений сад             | Rainbow Garden                  |
| 1960 | Таємниця четвертой Свічки | The Secret Of The Fourth Candle |
| 1966 | *                         | Three Go Searching              |
| 1977 | Таємниця котеджа Фазан    | The Mystery of Pheasant Cottage |
| 1980 | Де починається річка      | Where The River Begins          |

В Україні вперше українською мовою переклад книги письменниці «Сліди на снігу» зробила перекладачка та поетеса з Кам`янця-Подільського Юлія Лискун (Мукачево «Карпатська вежа», 2011). Це — захоплююча розповідь про перемогу добра над злом.. Неможливо її читати без тих найчутливіших емоцій, що притаманні людській натурі. Книга дуже чуттєва! Вона є гарним посібником у вихованні доброти — основи людської натури.